# Canadair CL-44
Canadair CL-44 – kanadyjski samolot pasażersko-towarowy produkowany przez firmę Canadair. Wersja transportowa przeznaczona dla Royal Canadian Air Force (RCAF) nosiła oznaczenie CC-106 Yukon.

## Historia
Pod koniec lat 50. XX wieku kanadyjskie lotnictwo wojskowe (RCAF) rozpoczęło poszukiwania samolotu transportowego mającego zapewnić wsparcie logistyczne dla kanadyjskich wojsk stacjonujących na terenie Europy. Nowa maszyna miała zastąpić używane przez siły powietrzne samoloty Canadair North Star (C-54GM), będące zmodyfikowaną wersją amerykańskich maszyn Douglas C-54 Skymaster. Do pracy nad nową konstrukcją przystąpił Canadair, który w styczniu 1957 roku otrzymał zamówienie na osiem nowych maszyn (później zwiększone do 12 egzemplarzy), oznaczonych jako CC-106 Yukon. Wytwórnia postanowiła oprzeć nową konstrukcję o samoloty Bristol Britannia, na którego budowę posiadała licencję, oraz również wywodzący się z Britanii wojskowy samolot patrolowy Canadair CL-28 Argus. CL-28 dostarczył skrzydeł i usterzenia, a Britannia (wersja 300) kadłub, który w porównaniu z pierwowzorem został wydłużony o 3,75 m. Hermetyzowana kabina na pułapie 9000 m utrzymywała ciśnienie, jakie panuje na wysokości 2 400 m. Nowy samolot był zdolny do przewozu 134 pasażerów, a w wersji sanitarnej 80 rannych i 11 członków załogi. Początkowo planowano zastosowanie silników Bristol Orion, jednak anulowanie programu ich rozwoju i produkcji w styczniu 1958 roku zmusiło wytwórnię do użycia turbośmigłowych Rolls-Royce Tyne. Prototyp wzbił się w dziewiczy lot 15 listopada 1959 roku. Maszyna była wysoka i podczas jej wytaczania z hangaru mogło dojść do uszkodzenia ogona samolotu. Pierwsze loty obfitowały w awarie: od całkowitego wyłączenia instalacji elektrycznej podczas lotu po nieprawidłową pracę silników, grożącą upadkiem maszyny. CL-44 (takie oznaczenie otrzymały samoloty przeznaczone na rynek cywilny) okazał się 
udaną konstrukcją. W grudniu 1961 roku ustanowił rekord świata w swojej klasie lecąc z Tokio do Trenton w Ontario (10 860 km) w czasie 17 godzin i trzech minut ze średnią prędkością 640 km/h. Kolejny rekord, czasu przebywania w powietrzu bez tankowania, wynoszący 23 godziny 51 minut, pobity został dopiero w 1975 roku przez Boeinga 747SP. Na początku lat 60. XX w. zakup samolotu rozważały United States Air Force, jednak do tego nie doszło. W 1971 roku RCAF wycofały CC-106 z użycia. Krótki okres użytkowania maszyny spowodowany był potrzebą zastąpienia jej przez samoloty, które poza zadaniami transportowymi, zdolne byłyby również do pełnienia roli powietrznych tankowców. Drugą przyczyną był chroniczny brak części zamiennych do samolotów. CL-44 nigdy nie wszedł do masowej produkcji, dlatego też części do niego były drogie, a co za tym idzie ich eksploatacja przez siły powietrzne była mało ekonomiczna. Samoloty CC-106 służyły w dywizjonach No. 412 Squadron RCAF i No. 437 Squadron RCAF.

## Konstrukcja
CL-44 był czterosilnikowym, wolnonośnym, całkowicie metalowym dolnopłatem. Hermetyzowany kadłub o konstrukcji półskorupowej. Klasyczne usterzenie, skrzydła o trapezowym obrysie i lekkim wzniosie. Trójpodporowe, chowane podwozie z przednim podparciem.

## Wersje
- CL-44D4 - standardowa wersja z odchylaną w celu ułatwienia załadunku towarów ogonową częścią kadłuba. Maszyna była produkowana seryjnie od stycznia 1961 roku.
- CL-44D5 - wersja o podwyższonej masie startowej, w której wzmocniono konstrukcje płatowca, produkowana od listopada 1961 roku.
- CL-44D6 - wersja o wydłużonym zasięgu, zdolna do lotów transatlantyckich z pełnym ładunkiem, przeznaczona dla Royal Canadian Air Force pod oznaczeniem CC-106 Yukon. Napędzana czterema silnikami Rolls-Royce Tyne Stage IV o mocy 4344 kW każdy.
- CL-44J (Canadair 400) - wersja pasażerska z kadłubem wydłużonym poprzez wstawienie dwóch segmentów przed i za skrzydłami o 4,57 m. Maszyna napędzana była czterema silnikami Rolls-Royce Tyne RTy.12 (Mk 515/10) o mocy 3865 kW każdy. Samolot był zdolny do przewozu 189 pasażerów  w lotach dalekodystansowych i 214 w lotach krótkiego i średniego zasięgu. Jedyną linią lotniczą wykorzystującą wersję pasażerską były islandzkie linie lotnicze Loftleiðir.

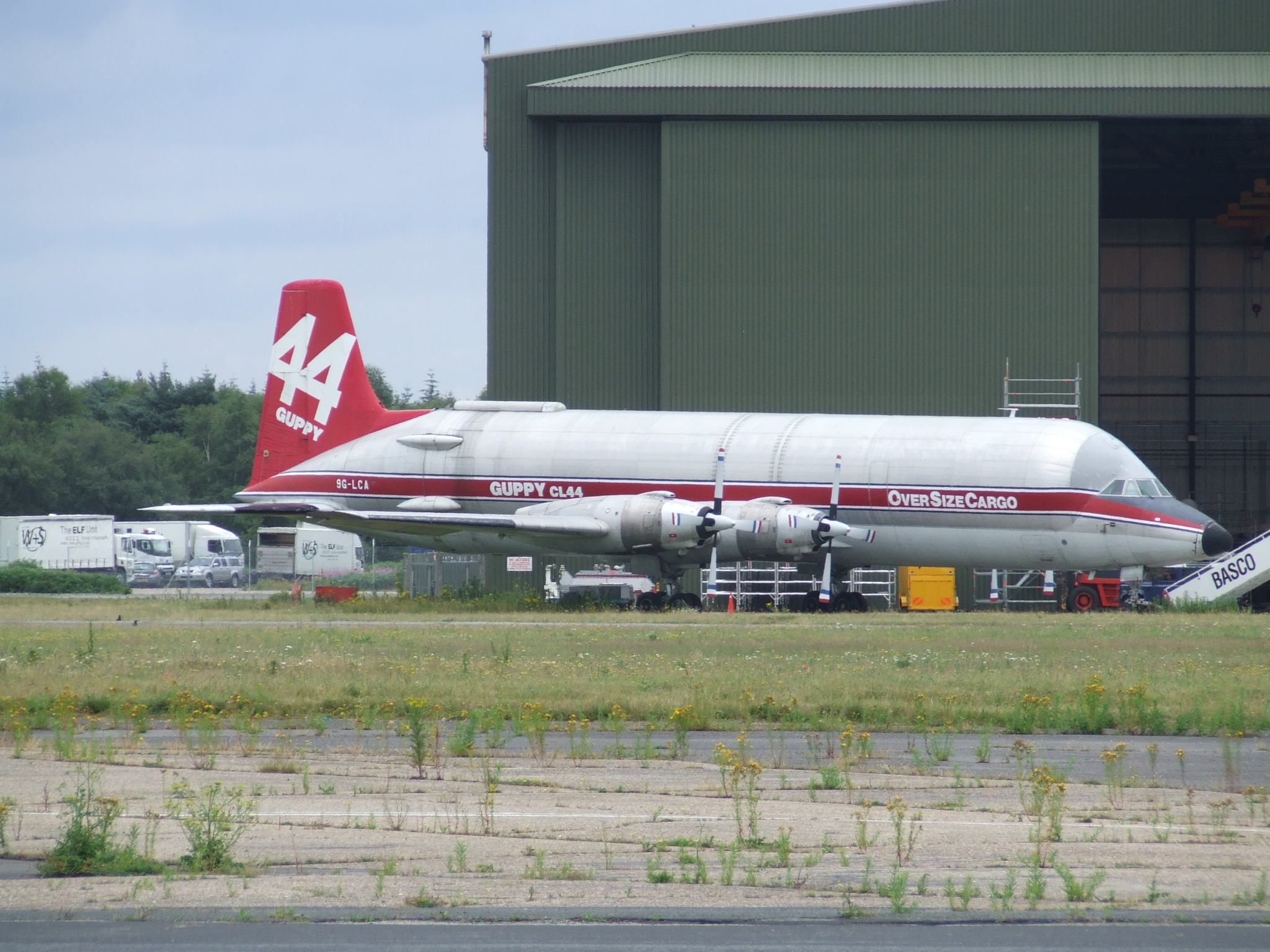
CL-44-0 Guppy

- CL-44-0 Guppy - pod koniec lat 60. XX wieku amerykańska firma Conroy Aircraft zmodyfikowała CL-44 pod kątem jego zdolności do przewożenia wielkogabarytowych ładunków. Usunięto górną połowę pokrycia kadłuba, instalując zamiast niego prefabrykowane elementy żeber i pokrycia tworząc nowy kadłub o średnicy 4,24 m. Zachowano możliwość odchylania ogonowej części kadłuba. Tak zmodyfikowany CL-44 wykonał swój pierwszy lot 26 listopada 1969 roku.